# اشتایر مانلیخر
اشتایر مانلیخر (به آلمانی: Steyr Mannlicher) یک شرکت اسلحه سازی اتریشی است که از سال ۱۸۶۴ در شهر اشتایر، اتریش به فعالیت مشغول است.
از محصولات معروف آن می‌توان به اشتایر آاوگ اشاره کرد.